# Мишій чіпкий
{{#ifeq:0|0|{{#if:|{{#if:Setariaadhaerens|[[]}}|}}}}
Мишій чіпкий (Setaria adhaerens (Forssk.) Chiov.) — вид рослин родини тонконогові (Poaceae).

## Опис
Стебла до 60 см, прямостоячі або висхідні, голі. Листові пластини 20х0.2–1.4 см, рифлені. Волоть 1-6 см, циліндрична. Колоски 1,5–1,8(-2) мм, еліптичні. Квітне з липня по березень.

## Поширення
Африка: Лівія; Туніс; Еритрея; Ефіопія; Сомалі; Кенія; Танзанія; Уганда; Камерун; Буркіна-Фасо; Гамбія; Гана; Малі; Мавританія; Нігер Нігерія; Сенегал; Малаві; Мозамбік; Замбія; Зімбабве; Ботсвана. Азія: Ємен; Кіпр; Ізраїль; Йорданія; Туреччина; Індія; Пакистан; Шрі-Ланка; Індокитай; Таїланд; Індонезія; Філіппіни. Південна Європа: Греція; Франція — Корсика; Гібралтар; Іспанія. Північна Америка: США; Мексика. Південна Америка: Багамські Острови; Куба; Гватемала; Венесуела; Бразилія; Колумбія; Еквадор; Перу; Аргентина; Чилі. Натуралізований: Бельгія; Німеччина; Україна; Італія — Сардинія; Португалія [вкл. Азорські острови, Мадейра]; Іспанія — Канарські острови. Точний рідний діапазон поширення неясний внаслідок плутанини з іншими таксонами. Росте на прохолодих луках і тінистих місцях.